# ماریا ساکاری
ماریا ساکاری (یونانی: Μαρία Σάκκαρη؛ زادهٔ ۲۵ ژوئیهٔ ۱۹۹۵) تنیس‌باز زن اهل یونان است.

## اوایل زندگی و زندگی شخصی
ساکاری در تاریخ ۲۵ ژوئیه ۱۹۹۵ ، از مادری بنام آنجلیکی کانلوپولو، که یک تنیسور برتر و جزو ۵۰ تنیسور پیشن و از پدری بنام کنستانتینوس ساکاریس در آتن متولد می شود. ساکاری بجز خودش دو خواهر و برادر دارد و برادر او یانیس و خواهر آماندا نام دارند. پدربزرگش دیمیتریس کانلوپولوس نیز یک تنیس باز در سطح حرفه ای محسوب می شود. بعدها ساکاری در سن ۶ سالگی از طرف والدینش با رشته تنیس آشنا می شود و بعد از آن  در سنین ۱۸ سالگی برای تمرین به بارسلونا مهاجرت می کند. به گفته ساکاری سطوح مورد علاقه اش سخت و سفالی می باشد و ضربه وابستگی اش سرو می باشد. بازیکنان مورد علاقه ساکاری سرنا ویلیامز، راجر فدرر و رافائل نادال بودند. او تاکنون در مونت کارلو مستقر گردیده است. بعدها ساکاری با کنستانتینوس میتسوتاکیس، پسر نخست وزیر یونان، کیریاکوس میتسوتاکیس، ملاقات می کند.